# Ульман, Эдуард Анатольевич
Эдуа́рд Анато́льевич У́льман (род. 24 июня 1973, Новосибирск) — российский военнослужащий. Капитан спецназа Главного разведывательного управления, участник Второй чеченской войны. В июне 2007 года Северо-Кавказским окружным военным судом был признан виновным в убийстве шести мирных жителей Чечни и приговорен к 14 годам лишения свободы, но исчез до вынесения приговора.

## Биография
Родился в семье инженера. Окончил Новосибирское высшее военно-политическое общевойсковое училище (НВВПОУ) (1994).
В 1994 году был взят на службу в спецназ ГРУ.

## Дело Ульмана

### Хроника событий
Согласно статье 2007 года Ирины Дедюховой из сетевого издания «Полярная звезда» и статье 2005 года Вадима Речкалова из «Московского комсомольца», 10 января 2002 года командующий Объединённой группировкой вооружённых сил генерал-лейтенант Владимир Молтенской подписал директиву № 3/02772 о проведении операции в Шатойском районе Чечни. Целью операции была поимка полевого командира Хаттаба, который, по имевшейся оперативной информации, скрывался в селе Дай вместе с отрядом из 15 человек.
Непосредственным руководителем операции был назначен заместитель Молтенского по воздушно-десантным войскам полковник Владимир Плотников, который был переведён в Чечню из Москвы, из оперативного штаба ВДВ, за две недели до операции, в конце декабря 2001 года.
Населённые пункты планировалось блокировать Объединённой группировкой вооружённых сил, а для перехвата групп боевиков, которые сумели бы вырваться из оцепления, были направлены разведгруппы спецназа.
11 января 2002 года группа № 513 из состава 691-го отдельного отряда специального назначения 67-й отдельной бригады специального назначения в составе 12 человек под командованием Эдуарда Ульмана десантировалась в 3 км юго-восточнее Дая, недалеко от села Циндой и организовала засаду в разрушенной кошаре в 5 метрах от дороги Дай — Циндой, ведущей в Грузию.
Спецназовцы нашли возле дороги заброшенную ферму и оборудовали там временный штаб, став останавливать проезжающие автомобили. Около 15 часов один из солдат заметил, что по дороге, в сторону села Нохчи-Келой, едет автомобиль УАЗ-3151, после чего Эдуард Ульман открыл стрельбу:
В связи с тем, что после доклада наблюдателя о появлении указанного автомобиля Ульман не успел вовремя подать водителю сигнал об остановке, автомобиль стал удаляться в сторону н.п. Нохч-Келой. Ульман, явно выходя за пределы предоставленных ему как командиру РГ СпН полномочий при проведении специальной операции, отдал подчиненным приказ открыть огонь из автоматического оружия по автомобилю для поражения находившихся в нем людей и первым начал стрелять в сторону автомашины из закрепленного за ним автомата АКС-74М № 8586482, предвидя и сознательно допуская возможность причинения смерти или ранений находившимся в автомашине людям, чья принадлежность к НВФ установлена не былаИз приговора Северо-Кавказского окружного военного суда
После остановки автомобиля, пассажиры (жители близлежащих сёл Нохч-Келой и Дай Х. Тубуров, А. Сатабаев, З. Джаватханова, Ш. Бахаев и Д. Мусаев) вышли c поднятыми руками, не оказывая сопротивления и подчиняясь требованиям подошедших Ульмана и Калаганского. При осмотре автомашины в ней был обнаружен погибший от обстрела 68-летний директор школы Саид Аласханов. Оружия и боеприпасов в обстрелянном автомобиле обнаружено не было.
Водитель Хамзат Тубуров и пассажир Абдулвахаб Сатабаев получили огнестрельные ранения в руку и ногу, военные оказали им первую медицинскую помощь, после чего по приказу Ульмана перевели задержанных в близлежащую ложбину и оставили там под охраной.
Примерно в 16 часов Ульман по радиостанции доложил обстановку в штаб, запросил эвакуацию раненных и сообщил паспортные данные задержанных. По приказу из штаба его раскрытая группа была переведена в режим обычного блокпоста. До захода солнца группа остановила (на этот раз без применения оружия) ещё три автомобиля местных жителей, которые после досмотра и проверки документов были отпущены. Майор Алексей Перелевский передал приказ уничтожить оставшихся в живых. Ульман три раза просил повторить приказ, в последний раз дав прослушать его всем бойцам своего подразделения, но приказ был подтверждён. После этого Ульман приказал лейтенанту Александру Калаганскому и прапорщику Владимиру Воеводину расстрелять задержанных.
Около 17 часов Калаганский и Воеводин вооружившись «Винторезом» и автоматом АКМС с установленным глушителем ПБС заняли место у дверного проёма здания, изготовившись к стрельбе. Ульман заявил задержанным что они свободны и могут ехать домой, велев им идти к стоявшему автомобилю Тубурова. Когда задержанные направились к автомобилю, Ульман подал Калаганскому и Воеводину команду открыть огонь. Бойцы открыли стрельбу, убив четверых и причинив огнестрельное ранение Мусаеву, который сумел убежать, скончавшись вскоре от потери крови. После этого рядовой-срочник Иван Мелехин совершил контрольные выстрелы в голову.
В ночь на 12 января трупы были загружены в УАЗ, который облили бензином и подожгли. После этого штаб запросили о путях отхода, но всякая оперативная связь с Ульманом и его группой была прекращена. В тот же вечер группа спецназа добралась до штаба, где Ульман лично доложил полковнику Плотникову об уничтожении задержанных.
Поскольку группа спецназа была демаскирована командованием, никакого секрета в том, кто уничтожил пассажиров УАЗа, для местных жителей не было. 13 января 2002 года в часть, где находился капитан Ульман со своей группой, явились вооружённые чеченские милиционеры с требованием выдать им группу спецназа. Вооружённого столкновения удалось избежать, поскольку командование военных поспешно заявило, что группа спецназа будет отдана под суд.
14 января 2002 года капитан Эдуард Ульман, лейтенант Александр Калаганский, прапорщик Владимир Воеводин и оперативный офицер майор Алексей Перелевский, находившийся на временном пункте управления операцией штаба и передавший приказ группе о ликвидации, были арестованы. Ульману, Калаганскому и Воеводину было предъявлено обвинение в убийстве, майору Перелевскому — в превышении полномочий.

### Другие версии
Согласно Елене Строителевой из газеты «Известия», следствие установило, что 11 января 2002 года группа спецназа под командованием Ульмана расстреляла шестерых чеченцев.
По данным журналистского расследования Анны Политковской из «Новой газеты», 11 января 2002 года Ульман с подчинёнными десантировались с воздуха на поиски раненого Хаттаба. На горной дороге из райцентра Шатой десантники убили «шесть человек, попавшихся им на пути». Военный комендант Шатойского района, начальник военной разведки майор Виталий Невмержицкий, наткнувшись на «самостийный крематорий», вызвал прокуроров из Шатоя. Убитыми оказались:
- Зайнап Джаватханова, 41-летняя мать семерых детей, ожидавшая восьмого, инвалид второй группы, село Нохчи-Келой;
- Саид-Магомед Аласханов, 68-летний директор сельской школы, село Нохчи-Келой;
- Абдул-Вахаб Сатабаев, завуч, село Нохчи-Келой;
- Шахбан Бахаев, лесник, село Нохчи-Келой;
- Хамзат Тубуров, водитель, село Дая;
- Магомед Мусаев, 22-летний племянник Джаватхановой, село Старые Атаги.

Согласно Людмиле Тихомировой, адвокату родственников погибшего Хамзата Тубурова, водитель не успел подчиниться приказу десантников остановиться, и десантники открыли огонь на поражение. Директор школы был убит сразу, ещё двое пассажиров были ранены. Им была оказана медицинская помощь.
Эдуард Ульман доложил офицеру связи майору Перелевскому.
Адвокат прапорщика Воеводина Николай Остроух сообщил, что Перелевский доложил полковнику Плотникову, после чего Перелевский отдал приказ на уничтожение. Согласно свидетелю Николаю Эпову, находившемуся в палатке с Перелевским, Перелевский посоветовался с «каким-то полковником с усами и в валенках», который заявил: «Пленных не брать». Согласно свидетелю Александру Круплеву, руководителями операции были полковники Плотников и Золотарёв. Десантники попытались взорвать машину, потом облили трупы бензином и подожгли.

### Судебные процессы

#### Первый процесс (2004)
29 апреля 2004 года суд присяжных оправдал группу Ульмана, сочтя, что они не имели права нарушить приказ командира. Это решение было подтверждено вердиктом суда 11 мая. Однако потерпевшие обжаловали приговор и военная коллегия Верховного суда России отменила его, мотивировав своё решение тем, что граждане Надежда Ананьева, Вячеслав Ефимов, Тамара Изотова и Николай Степанов были включены в список присяжных в обход закона.
Согласно военной коллегии Верховного суда, капитан Ульман получил несвоевременное сообщение о приближающемся автомобиле, не успел остановить его и превысил полномочия, приказав открыть стрельбу и начав стрелять сам.

#### Второй процесс (2005)
19 мая 2005 года присяжные вновь оправдали военнослужащих, единогласно признав их невиновными.
Решение второго суда присяжных вызвало массовые акции протеста в Чечне. В частности, в Грозном прошёл многотысячный митинг. Власти Чеченской Республики также добивались пересмотра дела.
В конце августа военная коллегия Верховного суда России вновь отменила оправдательный приговор.

#### Третий процесс (2005—2006)
В ноябре 2005 года началось третье рассмотрение дела. Слушания были приостановлены в феврале 2006 года в связи с запросом президента Чеченской Республики А. Д. Алханова в Конституционный суд РФ. В запросе оспаривались нормы федерального законодательства, на основании которых дело рассматривалось военным судом без участия присяжных заседателей из Чечни. 6 апреля Конституционный суд постановил, что до введения в Чечне судов присяжных дела по особо тяжким преступлениям военнослужащих должны рассматриваться судьями без участия присяжных.
На этой стадии в дело вступил адвокат Мурад Мусаев, представлявший семьи убитых жителей Чеченской Республики.
6 июня президиум Верховного суда РФ постановил, что дело Ульмана будет рассматриваться тремя профессиональными судьями, и вернул его на новое рассмотрение со стадии комплектования коллегии присяжных.
Депутаты КПРФ Новосибирского областного совета выступали против проведения третьего процесса, утверждая, что уже были вынесены два оправдательных приговора, которые были отменены с нарушениями федеральных законов.

#### Четвёртый процесс (2006—2007)
21 августа 2006 года в Северо-Кавказском военном окружном суде начались предварительные слушания на четвёртом судебном процессе по делу Ульмана.
4 апреля 2007 года представитель прокуратуры потребовал признать военнослужащих виновными в убийствах мирных жителей Чечни и приговорить: Ульмана и Перелевского к 23 годам лишения свободы, Воеводина — к 19 годам, Калаганского — к 18 годам. Кроме того, гособвинитель потребовал лишить обвиняемых воинских званий и государственных наград и обязать выплатить потерпевшим компенсацию морального ущерба в сумме одного миллиона рублей каждому.
13 апреля, после того как Ульман, Воеводин и Калаганский дважды не явились в суд, они были объявлены в федеральный розыск. Кроме того, суд постановил изменить им меру пресечения с подписки о невыезде на заключение под стражу. Адвокат Ульмана Роман Кржечковский заявил, что мобильные телефоны у всех троих подсудимых отключены и где они могут сейчас находиться, ни он сам, ни адвокаты других подсудимых не знают. Также, правоохранительные органы рассматривали маловероятную, но возможную версия похищения Ульмана чеченскими боевиками. С тех пор его местонахождение было неизвестно.

##### Приговор
14 июня Северо-Кавказский окружной военный суд в Ростове-на-Дону приговорил Алексея Перелевского к 9 годам лишения свободы с отбыванием наказания в колонии строгого режима. Трое других спецназовцев не присутствовали в зале суда и были осуждены заочно. В частности, капитан Эдуард Ульман признан виновным в убийстве, превышении служебных полномочий и умышленном уничтожении имущества и заочно осуждён на 14 лет лишения свободы с отбыванием наказания в колонии строгого режима. На 11 лет осуждён лейтенант Александр Калаганский, на 12 лет — прапорщик запаса Владимир Воеводин.

## Дальнейшая судьба
3 мая 2024 года поступили сообщения, что Ульман погиб в ходе вторжения России на Украину. По другой информации, Ульман погиб либо ещё в 2007 году, либо на Донбассе в 2020 году.